# Tracey Dey

Größter Erfolg: Gonna Get Along Without You Now auf Amy 901

Tracey Dey (geboren 21. April 1943 in Yonkers als Nora Ferrari) ist eine US-amerikanische Popmusik-Sängerin, die in den 1960er Jahren Schallplatten veröffentlichte.

## Künstlerische Laufbahn
Nora Ferrari wuchs in Yonkers im Bundesstaat New York auf und studierte an der New Yorker Fordham University. 1962 übergab Ferrari dem Produzenten der Chicagoer Schallplattenfirma Vee-Jay Bob Crewe ein Demoband mit selbstgesungenen Liedern. Das veranlasste Crewe, mit Ferrari bei Vee-Jay eine Single zu produzieren. Diese wurde im Oktober 1962 unter Ferraris Künstlernamen „Tracey Dey“ veröffentlicht. Obwohl Crewe Tracey Dey im Stil der von ihm erfolgreich betreuten Four Seasons hatte singen lassen, wurden die Debütplatte wie auch die Nachfolgesingle, die im März 1963 herauskam, kein Erfolg. Daraufhin unternahm Crewe im Sommer 1963 einen neuen Versuch bei der Plattenfirma Liberty Records, wo er mit Dey eine dritte Single aufnahm. Mit dem darauf enthaltenen Titel Teenage Cleopatra stellte sich der angestrebte Erfolg ein, er fand Eingang in die Hot 100 des US-Musikmagazins Billbord und erreichte dort als beste Notierung Platz 75. Mit diesem Erfolg gelang es Crewe, Tracey Dey mit einem längerfristigen Vertrag bei dem kleinen Musiklabel Amy Records in New York unterzubringen. Dort produzierte Crewe mit ihr bis 1965 sechs Singles, von denen die Titel Here Comes the Boy (93.) und Gonna Get Along Without You Now (51.) ebenfalls die Hot 100 erreichten. Anschließend kamen bei Columbia Records noch zwei Duettplatten mit Gary Knight unter dem Namen „Day and Knight“ heraus, die wenig Beachtung fanden, und mit denen Tracey Deys Plattenkarriere beendet war.
Sie legte ihren Künstlernamen wieder ab und nahm ein Studium der Theaterwissenschaften an der Columbia-Universität in New York auf. Später wurde sie dort selbst Kursleiterin. Sie schrieb Drehbücher und trat in kleinen Rollen auf, so zum Beispiel 2007 in dem Film Ein einziger Augenblick.

## US-Charts bei Billboard
| Einstieg | Titel                           | Hot 100 |
| -------- | ------------------------------- | ------- |
| 9/1963   | Teenage Cleopatra               | 75.     |
| 2/1964   | Here Comes the Boy              | 93.     |
| 5/1964   | Gonna Get Along Without You Now | 51.     |

## US-Diskografie
(Vinyl-Singles)
| A/B-Seite                                             | Katalog-Nr. | veröffentl. |
| ----------------------------------------------------- | ----------- | ----------- |
|                                                       | Vee Jay     |             |
| Jerry (I'm Your Sherry) / Once In A Blue Moon         | 467         | 10/1962     |
| Long Time, No See / Jealous Eyes                      | 506         | 03/1963     |
|                                                       | Liberty     |             |
| Teenage Cleopatra / Who's That (A Dream Smiled At Me) | 55604       | 08/1963     |
|                                                       | Amy         |             |
| Here Comes The Boy / Teddy's The Boy I Love           | 894         | 11/1963     |
| Gonna' Get Along Without You Now / Go Away            | 901         | 04/1964     |
| Hangin' On To My Baby / Ska-Doo-Dee-Yah               | 908         | 06/1964     |
| I Won't Tell / Any Kind Of Love                       | 912         | 09/1964     |
| Didn 'Ya / Blue Turns To Grey                         | 917         | 01/1965     |
| Hanky Panky / Shakin' The Blues Away                  | 928         | 06/1965     |
|                                                       | Columbia    |             |
| Day and Knight                                        |             |             |
| Young Love / I'm Gonna Love You Tomorrow              | 43466       | 12/1965     |
| Sayin' Something / Ooh Da La Da Lay                   | 43693       | 06/1966     |